# دره گاچدیلی
دره گاچدیلی (گرجی: მარტვილის კანიონი) یک دره در گرجستان است.